# Stazione meteorologica di Orvieto
La stazione meteorologica di Orvieto è la stazione meteorologica di riferimento relativa alla città di Orvieto.

## Coordinate geografiche
La stazione meteorologica è situata nell'Italia centrale, nell'Umbria, in provincia di Terni, nel comune di Orvieto, a 315 metri s.l.m. e alle coordinate geografiche 42°43′N 12°09′E.

## Dati climatologici
Secondo i dati medi del trentennio 1961-1990, la temperatura media del mese più freddo, gennaio, è di +5,0 °C, mentre quella del mese più caldo, agosto, si attesta a +24,3 °C .
| Orvieto            | Mesi | Mesi | Mesi | Mesi | Mesi | Mesi | Mesi | Mesi | Mesi | Mesi | Mesi | Mesi | Stagioni | Stagioni | Stagioni | Stagioni | Anno |
| Orvieto            | Gen  | Feb  | Mar  | Apr  | Mag  | Giu  | Lug  | Ago  | Set  | Ott  | Nov  | Dic  | Inv      | Pri      | Est      | Aut      | Anno |
| ------------------ | ---- | ---- | ---- | ---- | ---- | ---- | ---- | ---- | ---- | ---- | ---- | ---- | -------- | -------- | -------- | -------- | ---- |
| T. max. media (°C) | 8,6  | 10,4 | 14,3 | 18,4 | 23,3 | 28,1 | 31,2 | 31,9 | 27,0 | 20,7 | 14,1 | 10,3 | 9,8      | 18,7     | 30,4     | 20,6     | 19,9 |
| T. min. media (°C) | 1,5  | 2,3  | 4,5  | 7,6  | 11,0 | 14,5 | 16,7 | 16,7 | 14,5 | 10,4 | 6,8  | 3,2  | 2,3      | 7,7      | 16,0     | 10,6     | 9,1  |